# Ari Tissari
Ari Olavi Tissari (ur. 24 listopada 1951 w Kotce, zm. 6 listopada 2023 tamże) – fiński piłkarz występujący na pozycji napastnika.

## Kariera klubowa
Tissari karierę rozpoczynał w sezonie 1969 w pierwszoligowym zespole KTP. W tamtym sezonie spadł z nim do drugiej ligi, a w sezonie 1972 do trzeciej. W sezonie 1977 awansował jednak z powrotem do drugiej ligi, a sezon później także do pierwszej. W sezonie 1980 wraz z zespołem zdobył Puchar Finlandii.
W 1981 roku Tissari odszedł do szwedzkiego drugoligowca, Vasalunds IF. W tym samym roku wrócił jednak do KTP. W sezonie 1983 spadł z nim do drugiej ligi, a w sezonie 1984 do trzeciej. W 1985 roku zakończył karierę.

## Kariera reprezentacyjna
W reprezentacji Finlandii Tissari zadebiutował 25 czerwca 1980 w zremisowanym 1:1 towarzyskim meczu z Islandią, w którym strzelił też gola, który był jednocześnie jedynym w kadrze. W 1980 roku został powołany do zespołu na letnie igrzyska olimpijskie, zakończone przez Finlandię na fazie grupowej. W drużynie narodowej rozegrał 3 spotkania, wszystkie w 1980 roku.